# Phước Thành (Quảng Nam)
Phước Thành is een xã in het district Phước Sơn, een van de districten in de Vietnamese provincie Quảng Nam. Phước Thành heeft ruim 1200 inwoners op een oppervlakte van 62,31 km².

## Geografie en topografie
Phước Thành grenst in het noorden aan xã Phước Kim. In het noordoosten grenst Phước Thành aan de xã Trà Bui in de huyện Bắc Trà My. In het oosten grenst het aan de huyện Nam Trà My. De aangrenzde xã in deze huyện heet Trà Leng. In het zuiden grenst Phước Thành aan xã Mường Hoong in de huyện Đắk Glei van de provincie Kon Tum. In het westen grenst Phước Thành aan xã Phước Lộc.